# かっぺー・れーこのぴゅあぴゅあ!あいらんど
かっぺー・れーこのぴゅあぴゅあ!あいらんどとは、1998年7月10日から1998年10月2日まで文化放送とABCラジオで放送されたラジオ番組。
コンセプトは「等身大の大森玲子を感じる」で始まった番組であるが、実際は「大森玲子をおもちゃにして遊ぼう」であると山口がアニラジグランプリ誌上で語った。

## パーソナリティ
- 山口勝平
- 大森玲子

## コーナー
華麗なる成長
当時大森が主役を演じたアニメ「魔法のステージファンシーララ」の主人公・ミホが変身する際の台詞を元にしたネタを募集。
ぴゅあぴゅあバーサスあいらんど
リスナーから募集したネタで、物と物を戦わせるコーナー。
大森玲子受験への道
当時高校受験を控えていた大森に、受験問題を募集して解かせるコーナー。第1回放送収録中に山口がその場で発表、そのままコーナーとなった。
| 文化放送 金曜24:00-24:30 | 文化放送 金曜24:00-24:30                                          | 文化放送 金曜24:00-24:30                                                  |
| 前番組                   | 番組名                                                            | 次番組                                                                    |
| ------------------------ | ----------------------------------------------------------------- | ------------------------------------------------------------------------- |
| ソフィアの純愛           | かっぺー・れーこのぴゅあぴゅあ!あいらんど （1998.7.10-1998.10.2） | かきくけ喜久子のさしすせSonata ↓ Dreamcastアワー 北へ。White Illumination |